# كأس أوروبا 1970–71
كأس أوروبا 1970-71 هو الموسم السادس عشر من بطولة دوري أبطال أوروبا والتي كانت تُسمى في ذلك الوقت بكأس أوروبا، فاز فريق أياكس أمستردام بهذه البطولة بعد أن تغلب على فريق باناثينايكوس بنتيجة 2-0. أقيمت المبارة النهائية بين الفريقين في مدينة لندن بتاريخ 2 يونيو من عام 1971.

## الدور التمهيدي
| الفريق الأول | إجم. | الفريق الثاني | مباراة الذهاب | مباراة الإياب |
| ------------ | ---- | ------------- | ------------- | ------------- |
| ليفسكي صوفيا | 3–4  | أوستريا فيينا | 3–1           | 0–3           |

### مباريات الذهاب
| ليفسكي صوفيا                                | 3–1   | أوستريا فيينا   |
| ------------------------------------------- | ----- | --------------- |
| فاسيل ميتكوف 17' · جورجي أسباروهوف 52'، 62' | تقرير | ألفريد ريدل 73' |

### مبارايات الإياب
| أوستريا فيينا                               | 3–0   | ليفسكي صوفيا |
| ------------------------------------------- | ----- | ------------ |
| ألفريد ريدل 28' · جوزيف هيكرسبيرغر 37'، 49' | تقرير |              |

أوستريا فيينا فاز 4–3 في المجموع.

## الدور الأول (دور الـ 32)
| الفريق الأول           | إجم.        | الفريق الثاني        | مباراة الذهاب | مباراة الإياب |
| ---------------------- | ----------- | -------------------- | ------------- | ------------- |
| نادي كالياري           | 3–1         | نادي سانت إتيان      | 3–0           | 0–1           |
| أتلتيكو مدريد          | 4–1         | أوستريا فيينا        | 2–0           | 2–1           |
| نادي روزنبورغ          | 0–7         | ستاندارد لييج        | 0–2           | 0–5           |
| نادي غوتبورغ           | 1–6         | ليغيا وارسو          | 0–4           | 1–2           |
| نادي تيرانا            | 2–4         | أياكس أمستردام       | 2–2           | 0–2           |
| سبارتاك موسكو          | 4–4 (ق.خ.د) | نادي بازل            | 3–2           | 1–2           |
| غلينتوران              | 1–4         | ووترفورد يونايتد     | 1–3           | 0–1           |
| نادي سلتيك             | 14–0        | كوكولان بالوفيكوت    | 9–0           | 5–0           |
| نادي فنربخشة           | 0–5         | كارل زايس يينا       | 0–4           | 0–1           |
| سبورتينغ لشبونة        | 9–0         | نادي فلوريانا        | 5–0           | 4–0           |
| نادي أويبست            | 2–4         | النجم الأحمر بلغراد  | 2–0           | 0–4           |
| فاينورد                | 1–1 (ق.خ.د) | يو تي أي أراد        | 1–1           | 0–0           |
| نادي لارنكا            | 0–16        | بوروسيا مونشنغلادباخ | 0–6           | 0–10          |
| نادي إيفرتون           | 9–2         | نادي كيفلافيك        | 6–2           | 3–0           |
| جينيس إيسش             | 1–7         | باناثينايكوس         | 1–2           | 0–5           |
| نادي سلوفان براتيسلافا | 4–3         | نادي بولدكلوبين 1903 | 2–1           | 2–2           |

### مباريات الذهاب
| نادي كالياري                              | 3–0   | نادي سانت إتيان |
| ----------------------------------------- | ----- | --------------- |
| لويجي ريفا 7'، 70' · كلاوديو كارفاليو 76' | تقرير |                 |

| أتلتيكو مدريد                       | 2–0   | أوستريا فيينا |
| ----------------------------------- | ----- | ------------- |
| لويس أراغونيس 9' · خوسيه غاراتي 54' | تقرير |               |

| نادي روزنبورغ | 0–2   | ستاندارد لييج                      |
| ------------- | ----- | ---------------------------------- |
|               | تقرير | إروين كوستيدي 42' · هنري ديبرو 63' |

| نادي غوتبورغ | 0–4   | ليغيا وارسو                                                        |
| ------------ | ----- | ------------------------------------------------------------------ |
|              | تقرير | روبيرت غادوتشا 45' · يان بيسزكو 52' · فلاديسلاف ستاشورسكي 82'، 87' |

| نادي تيرانا                       | 2–2   | أياكس أمستردام       |
| --------------------------------- | ----- | -------------------- |
| جوزيف كازانهي 58' · ميدن زيغا 87' | تقرير | ويم سوربيير 19'، 58' |

| سبارتاك موسكو                                  | 3–2   | نادي بازل                              |
| ---------------------------------------------- | ----- | -------------------------------------- |
| نيكولاي أوسيانين 17'، 66' · فيكتور باباييف 76' | تقرير | كارل أويرمارت 78' · هيلموت بانثاوس 83' |

| غلينتوران   | 1–3   | ووترفورد يونايتد                                    |
| ----------- | ----- | --------------------------------------------------- |
| جيمس هال 9' | تقرير | جون أونيل 20' · جيمي مكغيو 60' · أليكساندر كاسي 75' |

| نادي سلتيك | 9–0   | كوكولان بالوفيكوت |
| --- | ----- | ----------------- |
| هاري هوود 1'، 23'، 36' (ض.ج) · جون هوعيس 15' · بيلي مكنيل 22' · جيمي جونستون 38' · باول ويلسون 54'، 70' · فيك ديفيدسون 60' | تقرير |                   |

| نادي فنربخشة | 0–4   | كارل زايس يينا                                           |
| ------------ | ----- | -------------------------------------------------------- |
|              | تقرير | فيرنير كلوب 44' · بيتر دوكي 70'، 85' · إيبرهارد فوغل 86' |

| سبورتينغ لشبونة                                  | 5–0   | نادي فلوريانا |
| ------------------------------------------------ | ----- | ------------- |
| فيرناندو بيريس 1' · جواو لورنسو 6'، 8'، 43'، 61' | تقرير |               |

| نادي أويبست                       | 2–0   | النجم الأحمر بلغراد |
| --------------------------------- | ----- | ------------------- |
| لاسزلو ناجي 52' · أنتال دوناي 81' | تقرير |                     |

| فاينورد       | 1–1   | يو تي أي أراد          |
| ------------- | ----- | ---------------------- |
| فيم يانسن 25' | تقرير | فلوريان دوميتريسكو 14' |

| نادي لارنكا | 0–6   | بوروسيا مونشنغلادباخ                                                           |
| ----------- | ----- | ------------------------------------------------------------------------------ |
|             | تقرير | هربيرت لاومين 6'، 35' · هورست كوبل 28'، 48' · غونتر نيتزر 57' · يوب هاينكس 84' |

| نادي إيفرتون                                                 | 6–2   | نادي كيفلافيك                                |
| ------------------------------------------------------------ | ----- | -------------------------------------------- |
| ألان بول 39'، 58'، 67' · هوارد كيندل 41' · جوي رويل 51'، 70' | تقرير | غوردون وست 11' (ه.ذ) · فريدريك ريجنارسون 78' |

| جينيس إيسش             | 1–2   | باناثينايكوس                                |
| ---------------------- | ----- | ------------------------------------------- |
| دومينيكي دي جينوفا 11' | تقرير | أنتونيس أنتونيدس 5' · كوستاس إليفثيريكس 36' |

| نادي سلوفان براتيسلافا                     | 2–1   | نادي بولدكلوبين 1903 |
| ------------------------------------------ | ----- | -------------------- |
| جوزيف كابكوفيتش 36' · يان زلوتشا 90' (ض.ج) | تقرير | بيني جوهانسين 35'    |

### مباريات الإياب
| نادي سانت إتيان      | 1–0   | نادي كالياري |
| -------------------- | ----- | ------------ |
| جيان-ميشيل لاركي 32' | تقرير |              |

كالياري فاز 3–1 في المجموع.
| أوستريا فيينا          | 1–2   | أتلتيكو مدريد                        |
| ---------------------- | ----- | ------------------------------------ |
| إدوارد كريغر 20' (ض.ج) | تقرير | لويس أراغونيس 42' · خوسيه غاراتي 84' |

أتلتيكو مدريد فاز 4–1 في المجموع.
| ستاندارد لييج                                                                | 5–0   | نادي روزنبورغ |
| ---------------------------------------------------------------------------- | ----- | ------------- |
| لويس بيلوت 2'، 75' · لودوفيت كفيتلير 4' · هينري ديبرو 26' · ليون سميلينغ 62' | تقرير |               |

ستاندارد لييج فاز 7–0 في المجموع.
| ليغيا وارسو                            | 2–1   | نادي غوتبورغ      |
| -------------------------------------- | ----- | ----------------- |
| كازيميرز دينا 37' · روبيرت غادوتشا 38' | تقرير | ريني ألمكفيست 28' |

ليغيا وارسو فاز 6–1 في المجموع.
| أياكس أمستردام               | 2–0   | نادي تيرانا |
| ---------------------------- | ----- | ----------- |
| بيت كايزر 8' · ساك سوارت 70' | تقرير |             |

أياكس فاز 4–2 في المجموع.
| نادي بازل                          | 2–1   | سبارتاك موسكو          |
| ---------------------------------- | ----- | ---------------------- |
| أورس سينثالر 48' · والتر بالمر 55' | تقرير | غاليمزيان خوساينوف 84' |

تعادل الفريقان 4-4 في المجموع. بازل فاز بفضل قانون أهداف خارج الديار.
| ووترفورد يونايتد   | 1–0   | غلينتوران |
| ------------------ | ----- | --------- |
| أليكساندر كاسي 57' | تقرير |           |

ووترفورد يونايتد فاز 4–1 في المجموع.
| كوكولان بالوفيكوت | 0–5   | نادي سلتيك                                                                  |
| ----------------- | ----- | --------------------------------------------------------------------------- |
|                   | تقرير | ويليام والاس 26'، 46' · تومي كالان 35' · فيك ديفيدسون 51' · بوبي لينوكس 72' |

سيلتيك فاز 14–0 في المجموع.
| كارل زايس يينا     | 1–0   | نادي فنربخشة |
| ------------------ | ----- | ------------ |
| إيبرهارد فوغيل 43' | تقرير |              |

كارل زايس يينا فاز 5–0 في المجموع.
| نادي فلوريانا | 0–4   | سبورتينغ لشبونة                                                  |
| ------------- | ----- | ---------------------------------------------------------------- |
|               | تقرير | نيلسون فيرنانديز 30'، 65' · خواكيم دينيس 57' · فيرناندو تومي 73' |

سبورتنغ لشبونة فاز 9–0 في المجموع.
| النجم الأحمر بلغراد                                                  | 4–0   | نادي أويبست |
| -------------------------------------------------------------------- | ----- | ----------- |
| زوران فيليبوفيتش 7'، 58' · دراغان دجاييتش 24' · ستيفان أوستوجيتش 44' | تقرير |             |

النجم الأحمر بلغراد فاز 4–2 في المجموع.
| يو تي أي أراد | 0–0   | فاينورد |
| ------------- | ----- | ------- |
|               | تقرير |         |

تعادل الفريقان 1-1 في المجموع. أراد فاز بفضل قانون أهداف خارج الديار.
| بوروسيا مونشنغلادباخ | 10–0  | نادي لارنكا |
| --- | ----- | ----------- |
| غونتر نيتزر 19' · هربرت فيمر 30' · هورست كوبل 35'، 60' · بيتر ديتريش 40' · كلاووس-ديتر سيلوف 44' (ض.ج) · هيربيت لاومين 50'، 56' · يوب هاينكس 73' · بيرتي فوغتس 82' | تقرير |             |

بوروسيا مونشنغلادباخ فاز 16–0 في المجموع.
| نادي كيفلافيك | 0–3   | نادي إيفرتون                      |
| ------------- | ----- | --------------------------------- |
|               | تقرير | ألان ويتل 32' · جوي رويل 38'، 46' |

إيفرتون فاز 9–2 في المجموع.
| باناثينايكوس                                                | 5–0   | جينيس إيسش |
| ----------------------------------------------------------- | ----- | ---------- |
| كوستاس إليفثيريكس 16' · أنتونيس أنتونيدس 26'، 29'، 37'، 51' | تقرير |            |

باناثينايكوس فاز 7–1 في المجموع.
| نادي بولدكلوبين 1903                            | 2–2   | نادي سلوفان براتيسلافا  |
| ----------------------------------------------- | ----- | ----------------------- |
| بول-إيريك ثيغيسين 78' (ض.ج) · بيني جوهانسين 90' | تقرير | جوزيف كابكوفيتش 9'، 57' |

سلوفان براتيسلافا فاز 4–3 في المجموع.

## الدور الثاني (دور الـ 16)
| الفريق الأول         | إجم.          | الفريق الثاني     | مباراة الذهاب | مباراة الإياب |
| -------------------- | ------------- | ----------------- | ------------- | ------------- |
| نادي كالياري         | 2–4           | أتلتيكو مدريد     | 2–1           | 0–3           |
| ستاندارد لييج        | 1–2           | ليغيا وارسو       | 1–0           | 0–2           |
| أياكس أمستردام       | 5–1           | نادي بازل         | 3–0           | 2–1           |
| ووترفورد يونايتد     | 2–10          | نادي سلتيك        | 0–7           | 2–3           |
| كارل زايس يينا       | 4–2           | سبورتينغ لشبونة   | 2–1           | 2–1           |
| النجم الأحمر بلغراد  | 6–1           | يو تي أي أراد     | 3–0           | 3–1           |
| بوروسيا مونشنغلادباخ | 2–2 (3–4 ر.ت) | نادي إيفرتون      | 1–1           | 1–1           |
| باناثينايكوس         | 4–2           | سلوفان براتيسلافا | 3–0           | 1–2           |

### مباريات الذهاب
| نادي كالياري                      | 2–1   | أتلتيكو مدريد     |
| --------------------------------- | ----- | ----------------- |
| لويجي ريفا 42' · سيرجيو غوري 45+' | تقرير | لويس أراغونيس 77' |

| ستاندارد لييج  | 1–0   | ليغيا وارسو |
| -------------- | ----- | ----------- |
| لويس بيلوت 76' | تقرير |             |

| أياكس أمستردام                                    | 3–0   | نادي بازل |
| ------------------------------------------------- | ----- | --------- |
| بيت كايزر 17' · ديك فان ديك 23' · باري هولشوف 63' | تقرير |           |

| ووترفورد يونايتد | 0–7   | نادي سلتيك                                                              |
| ---------------- | ----- | ----------------------------------------------------------------------- |
|                  | تقرير | ويليام والاس 1'، 54'، 56' · لوي ماكاري 19'، 87' · بوبي موردوتش 27'، 38' |

| كارل زايس يينا                         | 2–1   | سبورتينغ لشبونة |
| -------------------------------------- | ----- | --------------- |
| إيبرهارد فوغل 51' · لوثار كوربجويت 87' | تقرير | مارينهو 67'     |

| النجم الأحمر بلغراد                                               | 3–0   | يو تي أي أراد |
| ----------------------------------------------------------------- | ----- | ------------- |
| زوران فيليبوفيتش 18' · جوفان أسيموفيتش 50' · ستيفان أوستوجيتش 53' | تقرير |               |

| بوروسيا مونشنغلادباخ | 1–1   | نادي إيفرتون     |
| -------------------- | ----- | ---------------- |
| بيرتي فوغتس 35'      | تقرير | هوارد كيندال 47' |

| باناثينايكوس                                                   | 3–0   | نادي سلوفان براتيسلافا |
| -------------------------------------------------------------- | ----- | ---------------------- |
| ميميس دومازوس 31' · أنتونيس أنتونيدس 55' · يورجيوس ديلانيس 88' | تقرير |                        |

### مباريات الإياب
| أتلتيكو مدريد                     | 3–0   | نادي كالياري |
| --------------------------------- | ----- | ------------ |
| لويس أراغونيس 33'، 72' (ض.ج)، 89' | تقرير |              |

أتلتيكو مدريد فاز 4–2 في المجموع.
| ليغيا وارسو                          | 2–0   | ستاندارد لييج |
| ------------------------------------ | ----- | ------------- |
| يان بيسزكو 7' · يانوسز زميجوفسكي 20' | تقرير |               |

ليغيا وارسو فاز 2–1 في المجموع.
| نادي بازل              | 1–2   | أياكس أمستردام                       |
| ---------------------- | ----- | ------------------------------------ |
| كارل أودرمات 36' (ض.ج) | تقرير | نيكو رينديرز 69' · يوهان نيسكينز 72' |

أياكس فاز 5–1 في المجموع.
| نادي سلتيك                            | 3–2   | ووترفورد يونايتد                       |
| ------------------------------------- | ----- | -------------------------------------- |
| جون هوغيس 47' · جيمي جونستون 56'، 65' | تقرير | بيلي مكنيل 17' (ه.ذ) · جوني ماتيوس 32' |

سيلتيك فاز 10–2 في المجموع.
| سبورتينغ لشبونة      | 1–2   | كارل زايس يينا                     |
| -------------------- | ----- | ---------------------------------- |
| فيكتور كونكالفيس 79' | تقرير | بيتر دوكي 30' · لوثار كوربجويت 36' |

كارل زايس يينا فاز 4–2 في المجموع.
| يو تي أي أراد           | 1–3   | النجم الأحمر بلغراد                                |
| ----------------------- | ----- | -------------------------------------------------- |
| لاديسلاو بوروفوزسكي 56' | تقرير | زوران فيليبوفيتش 51'، 67' · سلوبودان يانكوفيتش 78' |

النجم الأحمر بلغراد فاز 6–1 في المجموع.
| نادي إيفرتون   | 1 – 1 (و.إ) | بوروسيا مونشنغلادباخ |
| -------------- | ----------- | -------------------- |
| جوني موريسي 1' | تقرير       | هيربيت لاومين 35'    |

تعادل الفريقان 2-2 في المجموع. إيفرتون فاز في الركلات الترجيحية
| نادي سلوفان براتيسلافا               | 2–1   | باناثينايكوس         |
| ------------------------------------ | ----- | -------------------- |
| يان ميدفيد 31' · جوزيف كابكوفيتش 59' | تقرير | أنتونيس أنتونيدس 55' |

باناثينايكوس فاز 4–2 في المجموع.

## ربع النهائي
| الفريق الأول   | إجم.        | الفريق الثاني       | مباراة الذهاب | مباراة الإياب |
| -------------- | ----------- | ------------------- | ------------- | ------------- |
| أتلتيكو مدريد  | 2–2 (ق.خ.د) | ليغيا وارسو         | 1–0           | 1–2           |
| أياكس أمستردام | 3–1         | نادي سلتيك          | 3–0           | 0–1           |
| كارل زايس يينا | 3–6         | النجم الأحمر بلغراد | 3–2           | 0–4           |
| نادي إيفرتون   | 1–1 (ق.خ.د) | باناثينايكوس        | 1–1           | 0–0           |

### مباريات الذهاب
| أتلتيكو مدريد         | 1–0   | ليغيا وارسو |
| --------------------- | ----- | ----------- |
| إديلاردو رودريغيز 22' | تقرير |             |

| أياكس أمستردام                                    | 3–0   | نادي سلتيك |
| ------------------------------------------------- | ----- | ---------- |
| يوهان كرويف 63' · باري هولشوف 70' · بيت كايزر 89' | تقرير |            |

| كارل زايس يينا                         | 3–2   | النجم الأحمر بلغراد                         |
| -------------------------------------- | ----- | ------------------------------------------- |
| مايكل ستريمبل 16' · بيتر دوكي 21'، 86' | تقرير | سلوبودان يانكوفيتش 42' · دراغان دجاييتش 58' |

| نادي إيفرتون     | 1–1   | باناثينايكوس         |
| ---------------- | ----- | -------------------- |
| ديفيد جونسون 90' | تقرير | أنتونيس أنتونيدس 81' |

### مباريات الإياب
| ليغيا وارسو                              | 2–1   | أتلتيكو مدريد       |
| ---------------------------------------- | ----- | ------------------- |
| يان بيسزكو 25' · فلاديسلاف ساتشورسكي 54' | تقرير | إغناسيو سالسيدو 11' |

تعادل الفريقان 2-2 في المجموع. أتلتيكو فاز بفضل قانون أهداف خارج الديار.
| نادي سلتيك       | 1–0   | أياكس أمستردام |
| ---------------- | ----- | -------------- |
| جيمي جونستون 27' | تقرير |                |

أياكس فاز 3–1 في المجموع.
| النجم الأحمر بلغراد                                                                           | 4–0   | كارل زايس يينا |
| --------------------------------------------------------------------------------------------- | ----- | -------------- |
| ميلوفان دوريتش 15' (ض.ج) · زوران فيليبوفيتش 30' · ستيفان أوستوجيتش 60' · ستانيسلاف كاراسي 70' | تقرير |                |

النجم الأحمر بلغراد فاز 6–3 في المجموع.
| باناثينايكوس | 0–0   | نادي إيفرتون |
| ------------ | ----- | ------------ |
|              | تقرير |              |

تعادل الفريقان 1-1 في المجموع. باناثينايكوس فاز بفضل قانون أهداف خارج الديار.

## نصف النهائي
| الفريق الأول        | إجم.        | الفريق الثاني  | مباراة الذهاب | مباراة الإياب |
| ------------------- | ----------- | -------------- | ------------- | ------------- |
| أتلتيكو مدريد       | 1–3         | أياكس أمستردام | 1–0           | 0–3           |
| النجم الأحمر بلغراد | 4–4 (ق.خ.د) | باناثينايكوس   | 4–1           | 0–3           |

### مباريات الذهاب
| أتلتيكو مدريد      | 1–0   | أياكس أمستردام |
| ------------------ | ----- | -------------- |
| خافيير إروريتا 44' | تقرير |                |

| النجم الأحمر بلغراد                                     | 4–1   | باناثينايكوس          |
| ------------------------------------------------------- | ----- | --------------------- |
| ستيفان أوستوجيتش 14'، 46'، 69' · سلوبودان يانكوفيتش 40' | تقرير | أريستيديس كاماراس 56' |

### مباريات الإياب
| أياكس أمستردام                                     | 3–0   | أتلتيكو مدريد |
| -------------------------------------------------- | ----- | ------------- |
| بيت كايزر 8' · ويم سوربيير 80' · يوهان نيسكينز 85' | تقرير |               |

أياكس فاز 3–1 في المجموع.
| باناثينايكوس                                     | 3–0   | النجم الأحمر بلغراد |
| ------------------------------------------------ | ----- | ------------------- |
| أنتونيس أنتونيدس 2'، 55' · أريستيديس كاماراس 64' | تقرير |                     |

تعادل الفريقان 4-4 في المجموع. باناثينايكوس فاز بفضل قانون أهداف خارج الديار.

## النهائي

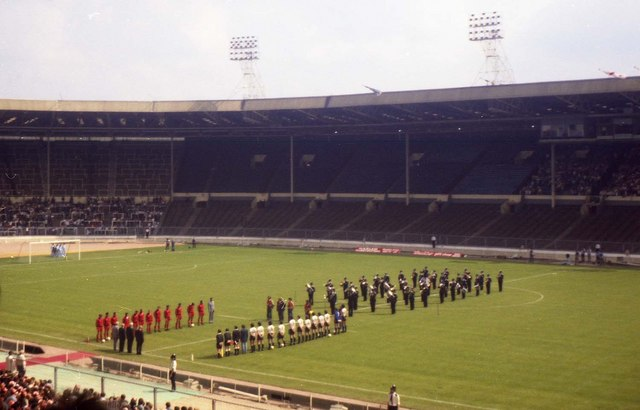
ملعب المباراة النهائية

| أياكس أمستردام               | 2–0              | باناثينايكوس |
| ---------------------------- | ---------------- | ------------ |
| ديك فان ديك 5' · أري هان 87' | تقرير ماتش سينتر |              |

## قائمة الهدافين

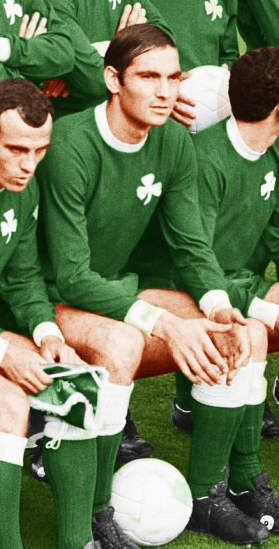
أنتونيس أنتونيدس هداف البطولة بعشرة أهداف.

ترتيب الهدافين مع استثناء الدور التمهيدي:
| المركز | الإسم            | الفريق                 | الأهداف |
| ------ | ---------------- | ---------------------- | ------- |
| 1      | أنتونيس أنتونيدس | باناثينايكوس           | 10      |
| 2      | لويس أراغونيس    | أتلتيكو مدريد          | 6       |
| 2      | زوران فيليبوفيتش | النجم الأحمر بلغراد    | 6       |
| 2      | ستيفان أوستوجيتش | النجم الأحمر بلغراد    | 6       |
| 5      | بيتر دوكي        | كارل زايس يينا         | 5       |
| 5      | هيربيرت لاومين   | بوروسيا مونشنغلادباخ   | 5       |
| 5      | ويليام والاس     | نادي سلتيك             | 5       |
| 8      | جوزيف كابكوفيتش  | نادي سلوفان براتيسلافا | 4       |
| 8      | جيمي جونستون     | نادي سلتيك             | 4       |
| 8      | بيت كايزر        | أياكس أمستردام         | 4       |
| 8      | هورست كوبل       | بوروسيا مونشنغلادباخ   | 4       |
| 8      | جواو لورنسو      | سبورتينغ لشبونة        | 4       |
| 8      | جوي رويل         | نادي إيفرتون           | 4       |